# WTA-toernooi van Praag
Het WTA-toernooi van Praag is een jaarlijks terugkerend tennistoernooi voor vrouwen dat wordt georganiseerd in de Tsjechische hoofdstad Praag. De officiële naam van het toernooi is Prague Open.
De WTA organiseert het toernooi dat in de categorie "International/WTA 250" valt en wordt gespeeld op gravel of hardcourt.
De eerste editie werd in 1992 gehouden. Het toernooi werd twee keer niet in Praag gespeeld: in 1996 was Karlsbad (Karlovy Vary) gastheer en in 1999 Prostějov. Van 2000 tot en met 2004 werd het toernooi niet georganiseerd, en in 2005 werd het opnieuw in Praag voortgezet.
Na de editie van 2010 werd beslist om het toernooi niet meer onder auspiciën van de WTA te organiseren, als gevolg van financiële moeilijkheden. Het werd nog één jaar (2011) voortgezet als ITF-toernooi in de categorie $ 50.000, onder de naam "Strabag Prague Open"; daarna werd het een mannentoernooi.
In 2015 werd het vrouwentoernooi hervat, als opwaardering van een voormalig ITF-toernooi, "Sparta Prague Open".
In 2020 werd, na het reguliere "International"-toernooi, nog een tweede toernooi in Praag gehouden – doelstelling van dit ("challenger")-toernooi was: in de plaats treden van het wegens de coronapandemie vervallen kwalificatietoernooi van het US Open 2020.
In 2021–2023 werd op hardcourt gespeeld – in 2024 schakelde men terug naar gravel, maar in 2025 weer naar hardcourt.

## Officiële toernooinamen
Het toernooi heeft meerdere namen gekend, afhankelijk van de hoofdsponsor:
| 1992       | HTC Prague Open       |
| 1993–1994  | BVV Prague Open       |
| 1995       | Prague Open           |
| 1996       | Pupp Czech Open       |
| 1997–1998  | Škoda Czech Open      |
| 1999       | Nokia Cup             |
| 2005–2010  | ECM Prague Open       |
| 2015–2019  | J&T Banka Prague Open |
| 2020–heden | Prague Open           |

## Meervoudig winnaressen enkelspel
| speelster      | aantal titels | in de jaren |
| -------------- | ------------- | ----------- |
| Marie Bouzková | 2             | 2022, 2025  |

## Enkel- en dubbelspeltitel in één jaar
| speelster      | in het jaar |
| -------------- | ----------- |
| Amanda Coetzer | 1994        |
| Shahar Peer    | 2006        |
| Nao Hibino     | 2023        |

## Finales

### Enkelspel
| Datum      | Naam                  | Cat.          | ($)           | Ondergrond        | Winnares           | Verliezend finaliste       | Uitslag       |               |
| ---------- | --------------------- | ------------- | ------------- | ----------------- | ------------------ | -------------------------- | ------------- | ------------- |
| 1992-07-20 | HTC Prague Open       | Tier IV       | 100.000       | gravel, buiten    | Radomira Zrubáková | Kateřina Kroupová          | 6-3, 7-5      | details       |
| 1993-07-13 | BVV Prague Open       | Tier IV       | 100.000       | gravel, buiten    | Natalia Medvedeva  | Meike Babel                | 6-3, 6-2      | details       |
| 1994-05-09 | BVV Prague Open       | Tier IV       | 100.000       | gravel, buiten    | Amanda Coetzer     | Åsa Carlsson               | 6-1, 7-6      | details       |
| 1995-05-08 | Prague Open           | Tier IV       | 107.500       | gravel, buiten    | Julie Halard       | Ludmila Richterová         | 6-4, 6-4      | details       |
| 1996-09-10 | Pupp Czech Open (K)   | Tier IV       | 160.000       | gravel, buiten    | Ruxandra Dragomir  | Patty Schnyder             | 6-2, 3-6, 6-4 | details       |
| 1997-07-14 | Škoda Czech Open      | Tier IV       | 160.000       | gravel, buiten    | Joannette Kruger   | Marion Maruska             | 6-1, 6-1      | details       |
| 1998-07-06 | Škoda Czech Open      | Tier III      | 160.000       | gravel, buiten    | Jana Novotná       | Sandrine Testud            | 6-3, 6-0      | details       |
| 1999-02-08 | Nokia Cup (Pv)        | Tier IVb      | 112.500       | tapijt, binnen    | Henrieta Nagyová   | Silvia Farina-Elia         | 7-6, 6-4      | details       |
| 2000–2004  | geen toernooi         | geen toernooi | geen toernooi | geen toernooi     | geen toernooi      | geen toernooi              | geen toernooi | geen toernooi |
| 2005-05-09 | ECM Prague Open       | Tier IV       | 140.000       | gravel, buiten    | Dinara Safina      | Zuzana Ondrášková          | 7-6, 6-3      | details       |
| 2006-05-08 | ECM Prague Open       | Tier IV       | 145.000       | gravel, buiten    | Shahar Peer        | Samantha Stosur            | 4-6, 6-2, 6-1 | details       |
| 2007-05-07 | ECM Prague Open       | Tier IV       | 145.000       | gravel, buiten    | Akiko Morigami     | Marion Bartoli             | 6-1, 6-3      | details       |
| 2008-04-28 | ECM Prague Open       | Tier IV       | 145.000       | gravel, buiten    | Vera Zvonarjova    | Viktoryja Azarenka         | 7-6, 6-2      | details       |
| 2009-07-11 | ECM Prague Open       | International | 220.000       | gravel, buiten    | Sybille Bammer     | Francesca Schiavone        | 7-6, 6-2      | details       |
| 2010-07-12 | ECM Prague Open       | International | 220.000       | gravel, buiten    | Ágnes Szávay       | Barbora Záhlavová-Strýcová | 6-2, 1-6, 6-2 | details       |
| 2011–2014  | geen toernooi         | geen toernooi | geen toernooi | geen toernooi     | geen toernooi      | geen toernooi              | geen toernooi | geen toernooi |
| 2015-04-27 | Prague Open           | International | 250.000       | gravel, buiten    | Karolína Plíšková  | Lucie Hradecká             | 4-6, 7-5, 6-3 | details       |
| 2016-04-25 | Prague Open           | International | 500.000       | gravel, buiten    | Lucie Šafářová     | Samantha Stosur            | 3-6, 6-1, 6-4 | details       |
| 2017-05-01 | Prague Open           | International | 250.000       | gravel, buiten    | Mona Barthel       | Kristýna Plíšková          | 2-6, 7-5, 6-2 | details       |
| 2018-04-30 | Prague Open           | International | 250.000       | gravel, buiten    | Petra Kvitová      | Mihaela Buzărnescu         | 4-6, 6-2, 6-3 | details       |
| 2019-04-29 | Prague Open           | International | 250.000       | gravel, buiten    | Jil Teichmann      | Karolína Muchová           | 7-6, 3-6, 6-4 | details       |
| 2020-08-10 | Prague Open           | International | 225.500       | gravel, buiten    | Simona Halep       | Elise Mertens              | 6-2, 7-5      | details       |
| 2020-08-29 | TK Sparta Prague Open | Challenger    | 3.125.000     | gravel, buiten    | Kristína Kučová    | Elisabetta Cocciaretto     | 6-4, 6-3      | details       |
| 2021-07-12 | Prague Open           | WTA 250       | 235.238       | hardcourt, buiten | Barbora Krejčíková | Tereza Martincová          | 6-2, 6-0      | details       |
| 2022-07-25 | Prague Open           | WTA 250       | 251.750       | hardcourt, buiten | Marie Bouzková     | Anastasija Potapova        | 6-0, 6-3      | details       |
| 2023-07-31 | Prague Open           | WTA 250       | 259.303       | hardcourt, buiten | Nao Hibino         | Linda Nosková              | 6-4, 6-1      | details       |
| 2024-07-21 | Prague Open           | WTA 250       | 267.082       | gravel, buiten    | Magda Linette      | Magdalena Fręch            | 6-2, 6-1      | details       |
| 2025-07-21 | Prague Open           | WTA 250       | 275.094       | hardcourt, buiten | Marie Bouzková     | Linda Nosková              | 2-6, 6-1, 6-3 | details       |

* (K) = Karlsbad (Karlovy Vary), (Pv) = Prostějov

### Dubbelspel
| Datum      | Naam                  | Cat.          | ($)           | Ondergrond        | Winnaressen                           | Verliezend finalistes                   | Uitslag          |               |
| ---------- | --------------------- | ------------- | ------------- | ----------------- | ------------------------------------- | --------------------------------------- | ---------------- | ------------- |
| 1992-07-20 | HTC Prague Open       | Tier IV       | 100.000       | gravel, buiten    | Karin Kschwendt Petra Ritter          | Eva Švíglerová Noëlle van Lottum        | 6-4, 2-6, 7-5    | details       |
| 1993-07-13 | BVV Prague Open       | Tier IV       | 100.000       | gravel, buiten    | Inés Gorrochategui Patricia Tarabini  | Laura Golarsa Caroline Vis              | 6-2, 6-1         | details       |
| 1994-05-09 | BVV Prague Open       | Tier IV       | 100.000       | gravel, buiten    | Amanda Coetzer Linda Harvey-Wild      | Kristie Boogert Laura Golarsa           | 6-4, 3-6, 6-2    | details       |
| 1995-05-08 | Prague Open           | Tier IV       | 107.500       | gravel, buiten    | Linda Harvey-Wild Chanda Rubin        | Maria Lindström Maria Strandlund        | 6-7, 6-3, 6-2    | details       |
| 1996-09-10 | Pupp Czech Open (K)   | Tier IV       | 160.000       | gravel, buiten    | Karina Habšudová Helena Suková        | Eva Martincová Elena Pampoulova         | 3-6, 6-3, 6-2    | details       |
| 1997-07-14 | Škoda Czech Open      | Tier IV       | 160.000       | gravel, buiten    | Ruxandra Dragomir Karina Habšudová    | Eva Martincová Helena Vildová           | 6-1, 5-7, 6-2    | details       |
| 1998-07-06 | Škoda Czech Open      | Tier III      | 160.000       | gravel, buiten    | Silvia Farina Karina Habšudová        | Květa Hrdličková Michaela Paštiková     | 2-6, 6-1, 6-2    | details       |
| 1999-02-08 | Nokia Cup (Pv)        | Tier IVb      | 112.500       | tapijt, binnen    | Alexandra Fusai Nathalie Tauziat      | Květa Peschke Helena Vildová            | 3-6, 6-2, 6-1    | details       |
| 2000–2004  | geen toernooi         | geen toernooi | geen toernooi | geen toernooi     | geen toernooi                         | geen toernooi                           | geen toernooi    | geen toernooi |
| 2005-05-09 | ECM Prague Open       | Tier IV       | 140.000       | gravel, buiten    | Émilie Loit Nicole Pratt              | Jelena Kostanić Barbora Strýcová        | 6-7, 6-4, 6-4    | details       |
| 2006-05-08 | ECM Prague Open       | Tier IV       | 145.000       | gravel, buiten    | Marion Bartoli Shahar Peer            | Ashley Harkleroad Bethanie Mattek       | 6-4, 6-4         | details       |
| 2007-05-07 | ECM Prague Open       | Tier IV       | 145.000       | gravel, buiten    | Petra Cetkovská Andrea Hlaváčková     | Ji Chunmei Sun Shengnan                 | 7-6, 6-2         | details       |
| 2008-04-28 | ECM Prague Open       | Tier IV       | 145.000       | gravel, buiten    | Andrea Hlaváčková Lucie Hradecká      | Jill Craybas Michaëlla Krajicek         | 1-6, 6-3, [10-6] | details       |
| 2009-07-11 | ECM Prague Open       | International | 220.000       | gravel, buiten    | Aljona Bondarenko Kateryna Bondarenko | Iveta Benešová B Záhlavová-Strýcová     | 6-1, 6-2         | details       |
| 2010-07-12 | ECM Prague Open       | International | 220.000       | gravel, buiten    | Timea Bacsinszky Tathiana Garbin      | Monica Niculescu Ágnes Szávay           | 7-5, 7-6         | details       |
| 2011–2014  | geen toernooi         | geen toernooi | geen toernooi | geen toernooi     | geen toernooi                         | geen toernooi                           | geen toernooi    | geen toernooi |
| 2015-04-27 | Prague Open           | International | 250.000       | gravel, buiten    | Belinda Bencic Kateřina Siniaková     | Kateryna Bondarenko Eva Hrdinová        | 6-2, 6-2         | details       |
| 2016-04-25 | Prague Open           | International | 500.000       | gravel, buiten    | Margarita Gasparjan Andrea Hlaváčková | María Irigoyen Paula Kania              | 6-4, 6-2         | details       |
| 2017-05-01 | Prague Open           | International | 250.000       | gravel, buiten    | Anna-Lena Grönefeld Květa Peschke     | Lucie Hradecká Kateřina Siniaková       | 6-4, 7-6         | details       |
| 2018-04-30 | Prague Open           | International | 250.000       | gravel, buiten    | Nicole Melichar Květa Peschke         | Mihaela Buzărnescu Lidzija Marozava     | 6-4, 6-2         | details       |
| 2019-04-29 | Prague Open           | International | 250.000       | gravel, buiten    | Anna Kalinskaja Viktória Kužmová      | Nicole Melichar Květa Peschke           | 4-6, 7-5, [10-7] | details       |
| 2020-08-10 | Prague Open           | International | 225.500       | gravel, buiten    | Lucie Hradecká Kristýna Plíšková      | Monica Niculescu Raluca Olaru           | 6-2, 6-2         | details       |
| 2020-08-29 | TK Sparta Prague Open | Challenger    | 3.125.000     | gravel, buiten    | Lidzija Marozava Andreea Mitu         | Giulia Gatto-Monticone Nadia Podoroska  | 6-4, 6-4         | details       |
| 2021-07-12 | Prague Open           | WTA 250       | 235.238       | hardcourt, buiten | Marie Bouzková Lucie Hradecká         | Viktória Kužmová Nina Stojanović        | 7-6, 6-4         | details       |
| 2022-07-25 | Prague Open           | WTA 250       | 251.750       | hardcourt, buiten | Anastasija Potapova Jana Sizikova     | Angelina Gaboejeva Anastasija Zacharova | 6-3, 6-4         | details       |
| 2023-07-31 | Prague Open           | WTA 250       | 259.303       | hardcourt, buiten | Nao Hibino Oksana Kalasjnikova        | Quinn Gleason Elixane Lechemia          | 6-7, 7-5, [10-3] | details       |
| 2024-07-21 | Prague Open           | WTA 250       | 267.082       | gravel, buiten    | Barbora Krejčíková Kateřina Siniaková | Bethanie Mattek-Sands Lucie Šafářová    | 6-3, 6-3         | details       |
| 2025-07-21 | Prague Open           | WTA 250       | 275.094       | hardcourt, buiten | Nadija Kitsjenok Makoto Ninomiya      | Lucie Havlíčková Laura Samson           | 1-6, 6-4, [10-7] | details       |

* (K) = Karlsbad (Karlovy Vary), (Pv) = Prostějov